# Himmelsschreiben

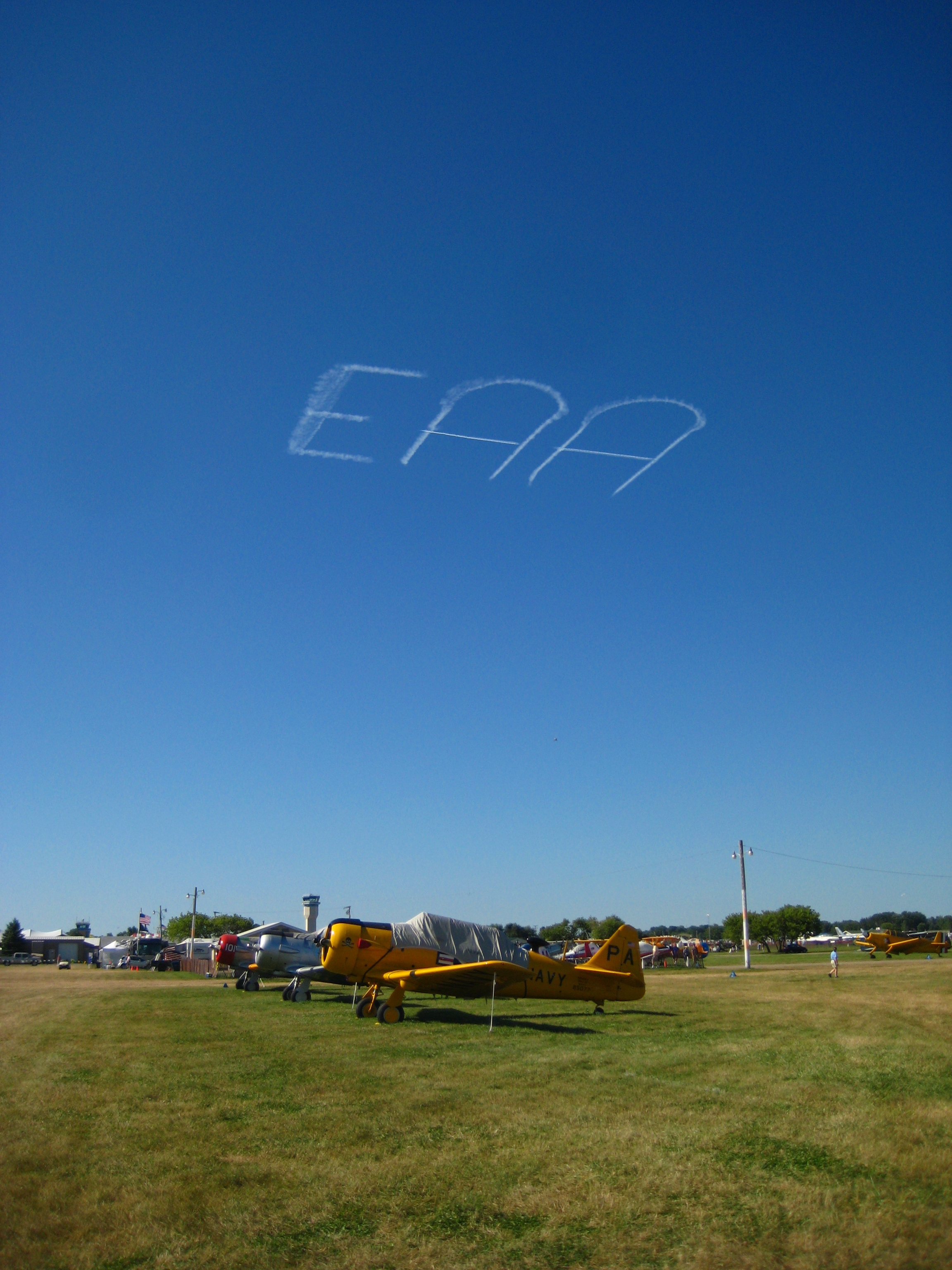
Himmelsschreiben bei der Oshkosh Fly-In (2008)

Als Himmelsschreiben (im englischen als Skywriting bezeichnet) wird eine Form der Luftwerbung bezeichnet, bei der ein kleines Flugzeug, der Himmelsschreiber, eine vom Erdboden aus sichtbare Nachricht am Himmel hinterlässt. Dazu wird das Flugzeug in einer bestimmten Art gesteuert, wobei ein spezieller Rauch abgegeben wird. Die Nachricht kann verschiedene Inhalte haben, zum Beispiel Werbung, aber auch private Nachrichten wie eine Glückwunschbotschaft oder einen Heiratsantrag.
Der am Flugzeug angebrachte Raucherzeuger besteht typischerweise aus einem unter Druck stehenden Behälter, der ein niedrigviskoses Öl (wie zum Beispiel Chevron/Texaco „Canopus 13“, früher „Corvus Öl“) enthält. Das Öl wird in einen heißen Düsenkanal eingespritzt, wobei es zu einer großen Menge von dichtem, weißem Rauch verdampft. Dieses Verfahren wird auch beim Kunstflug verwendet, um die geflogenen Figuren eindrucksvoller in Szene zu setzen.
Das Ergebnis des Himmelsschreibens ist kurzlebig. Der Wind und die Auflösung des Rauches führen dazu, dass es innerhalb weniger Minuten verschwindet. Mittlerweile wurden jedoch Methoden entwickelt, die aufgrund der Schreibtechnik (Dot-Matrix-Verfahren) dem Wind länger trotzen und somit länger zu sehen sind. 
Als Erfinder des Himmelsschreibens wird Major Jack C. Savage (1891–1945), ein englischer Pilot des Ersten Weltkrieges, angesehen. Er rüstete 1922 eine aus Militärbeständen erworbene S.E.5a mit zwei langen, sich unter dem Leitwerk vereinigenden Auspuffrohren aus. In die Auspuffrohre wurde das Öl eingespritzt. Das Flugzeug ist heute im Science Museum in London ausgestellt. Jack C. Savage war auch der Erfinder der an Flugzeugen angebrachten Suchscheinwerfer, den sogenannten Leigh-Lights, die mit Erfolg im Zweiten Weltkrieg bei der U-Boot-Jagd eingesetzt wurden.
Als letzter deutscher Himmelsschreiber galt bis zu seinem Tod im Juli 2006 der Hamburger Pilot Jörg Steber, der außerdem über viele Jahre mit seinem DHC-2 Beaver-Wasserflugzeug im Hamburger Hafen Rundflüge durchführte.